# Jomfru Marias sorger
Jomfru Marias sorger (latin: Beata Maria Virgo Perdolens) er betegnelsen for de syv specifikke sorger som Jomfru Maria oplevede i sin livstid. Jomfru Marias sorger er også en mindedag i den romerskkatolske kirke og fejres den 15. september. I denne sammenhæng kaldes Jomfru Maria også for Sorgernes Moder (latin: Mater Dolorosa).

## De syv sorger
1. Symeons profeti – Lukasevangeliet 2:34-35
2. Den hellige families flugt til Egypten – Matthæusevangeliet 2:13
3. Jesusbarnet forsvinder fra Maria og Josef i tre dage – Lukasevangeliet 2:43
4. Jomfru Maria møder sin søn på vejen til Golgata – Lukasevangeliet 23:27-31
5. Korsfæstelsen, Jomfru Maria ved korset – Johannesevangeliet 19:25-27
6. Korsnedtagelsen, Jomfru Maria holder sin døde søn i sin favn – Mattæusevangeliet 27:57-61
7. Gravlægningen – Johannesevangeliet 19:40-42